# Konqueror
Konqueror (angleško KDE + conqueror) je upravljalnik datotek, spletni brskalnik in prikazovalnik datotek, ki je razvit kot del K Desktop Environmenta (KDE), ki teče na večini operacijskih sistemih podobnih Unixu. Tako kot KDE je Konqueror izdan pod pogoji Splošnega dovoljenja GNU.
Konquerorjevo ime je igra z imeni drugih internetnih brskalnikov. Kot večina drugih programov KDE se začne na črko K. Konqueror se izdaja skupaj z grafičnim namiznim okoljem KDE, tako, da je zadnja različica vedno nosi enako oznako kot samo namizje.

## Uporabniški vmesnik
Konquerorjev uporabniški vmesnik je podoben Microsoft Internet Explorerju, vendar je mnogo bolj nastavljiv. Njegova posebnost so številni pulti in orodne vrstice, ki jih lahko sami spreminjamo, dodajamo ali pa celo napišemo svojo. Pulti se spreminjajo tudi glede na uporabo Konquerorja; ko brskamo po internetu, imamo pult z zgodovino in z zaznamki, ko pa upravljamo datoteke, imamo navoljo pult za upravljanje datotek ipd.
Navigacijske funkcije (nazaj, naprej, gor, dol, zgodovina, itd.) so na voljo vedno. Veliko tipkovničnih bližnjic lahko nastavimo sami.
Z različico 3.1 Konqueror podpira tudi brskanje z zavihki.

## Spletni brskalnik
Konqueror je razvit tudi kot spletni brskalnik. Za jezik HTML uporablja vstavek KHTML, podpira JavaScript, Javo, CSS, SSL in druge odprte standarde.
Ker je Konqueror modularne narave, je lahko namesto KHTML kot knjižnice za izrisovanje spletnih strani uporabljen Mozillin Gecko. Vstavek se imenuje »kmozilla« in je na voljo v paketu »kdebindings«.
Konqueror nudi tudi iskalnik do katerega dostopamo tako, da v nastavitvah dodamo povezavo do iskalnika (npr. http://sl.wikipedia.org/wiki/Posebno:Search?search=\{@} za Wikipedijo). Privzet iskalnik je Google.
Slabost Konquerorja je slaba podprtost predstavnostnih standardov, tako je video datoteke QuickTime, animacije Flash ali dokumente PDF možno odpreti le z uporabo zunanjega programa, ki le-te formate bere. Iz tega razloga je bil razvit modul za uporabo vtičnikov, ki stvar poenostavijo, saj omogoča uporabo vtičnikov iz Firefoxa.

## Upravljalnik datotek
S Konquerorjem je možno upravljati tudi datoteke na trdem disku. Do datotek se dostopa prek lokacijske vrstice. Na voljo je več prednaloženih razporeditev informacij, ki jih lahko urejamo. Stisnjene datoteke (arhivi zip, tar, ipd.) se lahko razširi s klikom na ikono, brez neposredne uporabe zunanjega programa. Datoteke je možno ogledovati, jih kopirati, premikati, brisati in preimenovati. Konqueror ima tudi podatkovno stransko vrstico (glej sliko), ki nam pokaže podatke in dejanja. V KDE 4 je Konqueror kot upravljalnika datotek nadomestil močno poenostavljen Dolphin.

## Ogledovalnik datotek
Konqueror odpre različne programe za delo z datotekami in jih prikaže znotraj okna. Program, ki je odprt v Konquerorju, pa prikaže odprto datoteko. Tako si je, na primer, mogoče ogledati slike, besedilne dokumente, glasbene ali video datoteke v Konquerorju.

## Platforma
Konqueror je prvotno narejen za Linux, vendar je na voljo tudi za operacijske sisteme podobne Unixu, kot so BSD, Solaris in Mac OS X. Od različice 4.0 naprej je možna tudi uporaba v okolju Windows, vendar z omejeno podporo.